# Beon Yeon-ha
Beon Yeon-ha (7 de março de 1980) é uma basquetebolista profissional sul-coreana.

## Carreira
Beon Yeon-ha integrou a Seleção Sul-Coreana de Basquetebol Feminino em Pequim 2008, terminando na oitava posição.

## Títulos
- Jogos Asiáticos de 2002: 2º Lugar